# Floyd Rice
Floyd Rice é um ex-jogador profissional de futebol americano estadunidense

## Carreira
Floyd Rice foi campeão da temporada de 1976 da National Football League jogando pelo Oakland Raiders.